# Matvei Isaakovich Blanter
Matvei Isaakovich Blanter (tiếng Nga: Матве́й Исаа́кович Бла́нтер) (10 tháng 2 [lịch cũ 28 tháng 1] năm 1903 – 27 tháng 9 năm 1990) là nhà soạn nhạc người Liên Xô nổi tiếng với rất nhiều tác phẩm kinh điển. Nhưng trong đó, mọi người biết đến ông nhiều hơn qua bài hát Katyusha (Cachiusa) được Mikhail Vasilyevich Isakovsky soạn lời và chính Blanter phổ nhạc.
Tác phẩm kinh điển Cachiusa của ông được ra đời trong hoàn cảnh chuẩn bị cho giai đoạn Chiến tranh thế giới thứ hai (1941-1945) chống Đức Quốc xã. Các chiến sĩ đã lấy tên bài hát Cachiusa đặt cho một loại vũ khí, gọi là tên lửa Cachiusa.

## Tuổi thơ và giáo dục
Blanter, con trai của một thợ thủ công Do Thái, sinh ra ở thị trấn Pochep, khi đó thuộc Tỉnh Chernigov (nay là tỉnh Bryansk) của Đế quốc Nga. Anh học piano và violin tại Trường Âm nhạc Cao cấp Kursk. Từ năm 1917 đến năm 1919, ông tiếp tục học ở Moscow, học vĩ cầm và sáng tác.

## Các tác phẩm tiêu biểu
- Katyusha, 1938
- Những cô gái Cossack mắt đen, 1966
- Chỉ có một trên đời Lưu trữ ngày 11 tháng 10 năm 2017 tại Wayback Machine (Lời Việt: Trương Quang Lục)